# Pacujá
Pacujá é um município brasileiro localizado no estado do Ceará, na microrregião de Sobral ou mesorregião do Noroeste Cearense. Sua população, conforme estimativas do IBGE de 2024, era de 6.345 pessoas.  
O padroeiro do município é São João Batista.

## Toponímia
Para Eduardo Navarro, o nome vem do tupi paku, nome de um peixe, e já, repleção, abundância, significando "repleção de pacus". Outra hipótese é que o nome significa "Fruto da Pacova", uma variedade de banana. Também pode significar "folha de enrolar".

## História
Suas origens remontam ao Século XIX. Distrito criado com a denominação de Pacujá, pela lei nº 2054 de 24 de novembro de 1883, sendo subordinado ao município de Ibiapina.
Foi elevado à categoria de município com a denominação de Pacujá, pela lei estadual nº 3692, de 17 de julho de 1957.

## Geografia

### Subdivisão
O município de Pacujá é dividido em apenas um distrito (sede), onde também se localiza a administração municipal.

### Relevo
Formado por depressões sertanejas.

### Solos
Litólicos e Podzólico Vermelho- Amarelo.

### Vegetação
Caatinga Arbustiva Aberta e Caatinga Arbustiva Densa.

## Clima
Varia de tropical quente semi-árido brando, tropical quente sub-úmido e tropical quente semi-árido, com pluviosidade de 1064,6 mm, com chuvas concentradas de janeiro a maio e temperatura média entre 26 e 28 Cº.

## Datas comemorativas
- Festa do padroeiro São João Batista – 14 a 24 de junho
- Aniversario da Cidade- 22 de Setembro
- Festival de quadrilhas - junho/julho

## Pontos turísticos
- Rio Pacujá
- Rio Jaibaras
- Serra da Bananeira
- Açude do Bom sucesso
- Balneario Ponto de Encontro
- Açude das Milhã